# Bolborhinum laessicolle
Bolborhinum laessicolle is een keversoort uit de familie cognackevers (Bolboceratidae). De wetenschappelijke naam van de soort werd in 1856 gepubliceerd door Léon Marc Herminie Fairmaire.